# 2000 (Joey Badass)
2000 è il terzo album in studio del rapper statunitense Joey Badass, pubblicato nel 2022.

## Tracce
1. The Baddest (feat. Diddy) – 2:44
2. Make Me Feel – 2:58
3. Where I Belong – 3:08
4. Brand New 911 (feat. Westside Gunn) – 2:59
5. Cruise Control – 3:27
6. Eulogy – 4:05
7. Zipcodes – 4:27
8. One of Us (feat. Larry June) – 4:03
9. Welcome Back (feat. Chris Brown and Capella Grey) – 3:43
10. Show Me – 3:40
11. Wanna Be Loved (feat. JID) – 3:35
12. Head High – 3:01
13. Survivors Guilt – 5:53
14. Written in the Stars – 5:13

## Classifiche
| Classifica (2022) | Posizione raggiunta |
| ----------------- | ------------------- |
| Regno Unito       | 55                  |
| Stati Uniti       | 25                  |